# Apoplophora solomonensis
Apoplophora solomonensis är en kvalsterart som beskrevs av Wojciech Niedbała 1998. Apoplophora solomonensis ingår i släktet Apoplophora och familjen Mesoplophoridae. Inga underarter finns listade i Catalogue of Life.